# Wiktor Zacheusz Nowowiejski
Wiktor Zacheusz Nowowiejski, ps. „Jeż” (ur. 28 grudnia 1915 we wsi Zembrzus w gminie Janowo, zm. 6 grudnia 1946) – żołnierz podziemia niepodległościowego.

## Życiorys
Rodzice, Władysław i Marianna z Zembrzuskich (rodzina Nowowiejskich wywodziła się od szlachty herbu Pobóg), posiadali 50-hektarowe gospodarstwo rolne. Po ukończeniu szkoły gminnej w Janowie, uczył się w Seminarium Nauczycielskim w Mławie. Seminarium ukończył w 1936 r. i wkrótce rozpoczął służbę wojskową w Szkole Podchorążych w Zambrowie. Po zakończeniu służby podjął pracę nauczyciela w szkole podstawowej. Brał udział w wojnie obronnej 1939 r. Po udanej ucieczce z obozu jenieckiego powrócił w rodzinne strony. Wraz z innymi nauczycielami zorganizował siatkę tajnego nauczania. Był członkiem Związku Walki Zbrojnej, następnie Armii Krajowej. Latem 1943 r. włączył się do oddziału partyzanckiego AK kierowanego przez Stefana Rudzińskiego ps. „Wiktor”. Oddział ten wsławił się wieloma brawurowymi akcjami przeciwko Niemcom na terenie Prus. Po wkroczeniu Sowietów na tereny powiatu przasnyskiego nie złożył broni. Wraz z innymi partyzantami prowadził akcje, w których bronił ludzi represjonowanych przez komunistów. Na „Jeża” organizowano obławy, szczególnie w jego rodzinnej wsi, prześladowano rodzinę. 6 grudnia 1946 r. grupa funkcjonariuszy UB z Przasnysza wspierana przez pluton żołnierzy z 3. Pułku Ułanów Warszawskich doprowadziła do śmierci Nowowiejskiego w Zembrzusie, niedaleko jego własnego domu. Trafiony kulą, próbował ucieczki, a gdy ta okazała się niemożliwa, strzałem w głowę pozbawił się życia. Ciało „Jeża” zabrano do Przasnysza. Miejsce jego pochówku do dziś jest nieznane.
W 2009 postawiono pomnik „Jeża” znajdujący się w kompleksie leśnym Dębowych Gór, w okolicy miejsca jego zamordowania.